# Pike (Familienname)
Pike ist ein englischer Familienname.

## Namensträger

### Familienname
- Aaron Pike (* 1986), US-amerikanischer Parasportler
- Albert Pike (1809–1891), US-amerikanischer Rechtsanwalt, General und Journalist
- Alf Pike (1917–2009), kanadischer Eishockeyspieler und -trainer
- Aprilynne Pike (* 1981), US-amerikanische Autorin
- Austin F. Pike (1819–1886), US-amerikanischer Politiker (Republikanische Partei)
- Burton Pike (1930–2022), US-amerikanischer Germanist, Komparatist und Übersetzer
- Charles R. Pike, Pseudinym von Kenneth Bulmer (1921–2005), britischer Schriftsteller
- Chris Pike (Fußballspieler) (Christopher Pike; * 1961), walisischer Fußballspieler
- Chris Pike (Footballspieler) (Christopher Holtz Pike; * 1964), US-amerikanischer American-Football-Spieler
- Christa Pike (* 1976), US-amerikanische Mörderin
- Christopher Pike (Autor) (Kevin Christopher McFadden; * 1955), US-amerikanischer Schriftsteller
- Dave Pike (David Samuel Pike; 1938–2015), US-amerikanischer Vibraphonist
- David Pike (Literaturwissenschaftler) (* 1950), US-amerikanischer Literaturwissenschaftler
- David Lawrence Pike (* 1963), US-amerikanischer Literaturwissenschaftler
- David Wingeate Pike (1930–2020), britischer Historiker
- Drummond Pike (* 1948), US-amerikanischer Philanthrop und politischer Aktivist
- Edward Roy Pike (* 1929), australischer Physiker
- Frederick A. Pike (1816–1886), US-amerikanischer Politiker
- Geoff Pike (* 1956), englischer Fußballspieler
- Hew Pike (* 1943), britischer Generalleutnant
- James Pike (Politiker) (1818–1895), US-amerikanischer Politiker
- James Pike (Sportschütze), britischer Sportschütze
- James Pike (Geistlicher) (1913–1969), US-amerikanischer Geistlicher, Bischof der Episkopalkirche
- James Shepherd Pike (1811–1882), US-amerikanischer Journalist und Diplomat
- Jimmy Pike (um 1940–2002), australischer Aborigines-Künstler
- John Pike (1911–1979), US-amerikanischer Aquarellmaler, Illustrator, Kunstlehrer, Autor und Erfinder
- Julian Pike (* 1946), britischer Sänger (Tenor)
- Kenneth L. Pike (1912–2000), US-amerikanischer Linguist und Anthropologe
- Lauren Pike, US-amerikanische Schauspielerin
- Maria Louisa Pike (1824–1892), US-amerikanische Naturforscherin
- Martin Pike (Leichtathlet) (1920–1997), britischer Leichtathlet
- Martin Pike (Fußballspieler) (* 1964), englischer Fußballspieler
- Mervyn Pike, Baroness Pike (1918–2004), britische Politikerin (Conservative Party)
- Nicholas Pike (* 1955), britischer Komponist
- Nicholas Pike (Mathematiker) (1743–1819), US-amerikanischer Mathematiker
- Nicolas Pike (Naturforscher) (1818–1905), US-amerikanischer Diplomat und Naturforscher
- Otis G. Pike (1921–2014), US-amerikanischer Politiker
- Radcliffe Barnes Pike (1903–1979), US-amerikanischer Botaniker
- Rob Pike (* 1956), kanadischer Softwareentwickler und Autor
- Robert L. Pike, Pseudonym von Robert L. Fish (1912–1981), US-amerikanischer Schriftsteller
- Rosamund Pike (* 1979), britische Schauspielerin
- Roy Pike (* 1938), US-amerikanischer Automobilrennfahrer und Unternehmer
- St John Pike (1909–1992), britisch-irischer Geistlicher, Bischof von Gambia
- Thomas Pike (1906–1983), britischer Offizier der RAF
- William Pike (Offizier) (1905–1993), britischer Generalleutnant
- Zebulon Pike (1779–1813), US-amerikanischer Offizier und Entdecker

### Künstlername
- Pike (Sänger) (Fikret Dudević; * vor 1993), bosnischer Musiker

### Fiktive Figuren
- Christopher Pike, Figur aus dem Star-Trek-Universum, siehe Figuren im Star-Trek-Universum #Captain Christopher Pike
- Cisco Pike, Figur aus dem US-amerikanischen Film Cisco Pike (1971)